# Embaixada da Rússia em Brasília
A Embaixada da Rússia em Brasília (em russo, Посольство Российской Федерации в Федеративной Республике Бразилии - Embaixada da Federação da Rússia na República Federativa do Brasil) é a principal representação diplomática russa no Brasil. O atual embaixador é Sergey Akopov.
Está localizada na Avenida das Nações, na quadra SES 801, Lote A, no Setor de Embaixadas Sul, na Asa Sul. Até 1991, era a Embaixada da União Soviética.

## História
As relações diplomáticas com a Rússia são estabelecidas em 1828, e após a Revolução Russa de 1917, são restabelecidas com a União Soviética em 1945. Após um breve período sem relações entre 1947 e 1961, a União Soviética, assim como outros países, recebeu de graça um terreno no Setor de Embaixadas Sul, medida que visava a instalação mais rápida das representações estrangeiras na nova capital. O acordo para instalação das embaixadas em Moscou e Brasília foi firmado no fim de 1961.
Durante os anos soviéticos, a diplomacia da embaixada participou de alguns eventos, como uma troca de prisioneiros da luta contra a ditadura, que foram enviados a Moscou. Após a dissolução da URSS em 1991, a embaixada passou a ser da Federação Russa. O prédio da embaixada é sóbrio, como outros representantes da arquitetura soviética.

## Serviços
A embaixada realiza os serviços protocolares das representações estrangeiras, como o auxílio aos russos que moram no Brasil e aos visitantes vindos da Rússia e também para os brasileiros que desejam visitar ou se mudar para o país europeu. Há mais de 1200 brasileiros na Rússia.
Além da embaixada, o governo russo mantém em Brasília escritórios de representação comercial e da Cooperação Técnico-Militar com o Brasil e ainda escritórios da Rostec e da Agência Espacial Federal Russa, a Roscosmos. Fora da capital brasileira, os russos contam com dois consulados gerais no Rio de Janeiro e em São Paulo, além de consulados honorários em Porto Alegre, Curitiba e Belo Horizonte. A embaixada russa em Brasília também tem jurisdição sobre o Suriname.
Outras ações que passam pela embaixada são as relações diplomáticas com o governo brasileiro nas áreas política, econômica, cultural e científica. O Brasil mantém parcerias estratégicas com a Rússia, como a Cooperação Econômica, Comercial, Científica e Tecnológica, como em pesquisas aeroespaciais. Os dois paises realizam trocas comerciais na casa dos 5 bilhões anuais, com os russos exportando fertilizantes e importando produtos de agricultura e pecuária. A Rússia e o Brasil ainda fazem parte dos BRICS e do G20.